# Antonio Benítez
Antonio Benítez (Jerez de la Frontera, 1951. június 2. – Jerez de la Frontera, 2014. február 19.) válogatott spanyol labdarúgó, hátvéd.

## Pályafutása

### Klubcsapatban
1968 és 1970 között a harmadosztályú Xerez CD labdarúgója volt. 1970-ben igazolt a másodosztályú Real Betishez. Rögtön az 1970–71-es idényben sikerült bajnokként az első osztályba jutnia a csapattal. Benitez 1971. október 3-án mutatkozott be az élvonalban a Valencia CF ellen, ahol 2–0-s vereséget szenvedett csapata. Az első élvonalbeli idényben a 13. hellyel az első osztályban maradt a Betis, de következő szezonban kiesett a másodosztályba. Tagja volt az 1977-ben spanyol kupát együttesnek. 33 évesen 1984-ben vonult vissza az aktív labdarúgástól.

### A válogatottban
1974 és 1977 között három alkalommal szerepelt a spanyol válogatottban. 1974. október 12-én egy Argentína elleni barátságos mérkőzésen mutatkozott be Buenos Airesben, ahol 1–1-es döntetlen született.

## Sikerei, díjai
Real Betis
- Spanyol bajnokság – másodosztály (Segunda División)
  - bajnok: 1970–71
- Spanyol kupa (Copa del Rey)
  - győztes: 1977

## Statisztika

### Mérkőzései a spanyol válogatottban
| Spanyolország | Spanyolország        | Spanyolország                    | Spanyolország | Spanyolország | Spanyolország | Spanyolország | Spanyolország | Spanyolország |
| #             | Dátum                | Helyszín                         | Hazai         | Eredmény      | Vendég        | Kiírás        | Gólok         | Esemény       |
| ------------- | -------------------- | -------------------------------- | ------------- | ------------- | ------------- | ------------- | ------------- | ------------- |
| 1.            | 1974. október 12.    | Buenos Aires, Estadio Monumental | Argentína     | 1 – 1         | Spanyolország | barátságos    | -             | 68'           |
| 2.            | 1977. szeptember 21. | Bern, Wankdorfstadion            | Svájc         | 1 – 2         | Spanyolország | barátságos    | -             | 46'           |
| 3.            | 1977. október 26.    | Madrid, Vicente Calderón Stadion | Spanyolország | 2 – 0         | Románia       | vb-selejtező  | -             | 86'           |
|               | Összesen             |                                  |               | 3             | mérkőzés      |               | 0             | gól           |